# Blastophaga taiwanensis
Blastophaga taiwanensis is een vliesvleugelig insect uit de familie vijgenwespen (Agaonidae). De wetenschappelijke naam is voor het eerst geldig gepubliceerd in 1997 door Chen & Chou.